# Michelangelo Falvetti
Michelangelo Falvetti (29 décembre 1642, Melicuccà - 1692, Messine) est un compositeur italien du XVIIe siècle.

## Biographie
Falvetti est né à Melicuccà au Royaume de Calabre, dans le sud de l'Italie, le 29 décembre 1642, d'Antonio Falvetti et Francesca Crisafi, dont on ignore la situation sociale. 
On sait peu de choses de ses premières études musicales. Le compositeur romain Giuseppe Ottavio Pitoni donne quelques indications dans sa Notizia de' Contrappuntisti e Compositori di Musica dagli anni dell'era cristiana 1000 fino al 1700 (Notice sur les contrapuntistes et  compositeurs de musique de l'an mille de l'ère chrétienne jusqu'à l'année 1700, 1725). Pitoni nous apprend que Falvetti a été formé par Vincenzo Tozzi (Rome, c. 1612-Messine, avant 1679), compositeur romain d'origine, maître de chapelle à la cathédrale de Messine de 1648 à sa mort. En 1666, Falvetti était devenu diacre du diocèse de Mileto. En 1670, il est nommé maître de chapelle de la cathédrale de Palerme. Il y compose des messes, des psaumes, et ses premiers dialoghi (oratorios), Abel figura dell'Agnello Eucaristico (Abel, figure de l'agneau eucharistique, 1676), La Spada di Gedeone (L'épée de Gédéon, 1678), La Giuditta (Judith, 1680). En 1679, il y fonde l' Unione dei Musici di Santa Cecilia (L'Union des musiciens de sainte Cécile), liée au Teatro Santa Cecilia de Palerme.
On ignore pour quelles raisons il quitte Palerme pour Messine, où on trouve trace de sa présence au début de 1682 avec le titre de Maestro di Cappella del Senato di Messina (Maître de chapelle du sénat de Messine). Il y compose de la musique sacrée mais aussi profane,  È Giusto il Fato (Le Destin est juste), et un dialogue, Il diluvio universale (Le Déluge universel) dès 1682, puis Il Dialogo del Nabucco (Le Dialogue de Nabucco, 1683) et Il Trionfo dell’Anima (Le Triomphe de l'âme, 1685). 
Falvetti meurt à Messine le 18 juin 1692.

## Œuvres
(Liste partielle)
Créées à Palerme : 
- Abel Figura dell'Agnello Eucaristico, (dialogue[1] donné pour le Carnaval, 1676)
- La spada di Gedeone (dialogue donné en 1678)
- La Giuditta, dialogue donné en l'église du monastère du Chancelier, à Palerme, 1680 (Dialogo eseguito nella chiesa del monastero di Santa Maria del cancelliere di Palermo), 1680)

Créées à Messine :
- Il Diluvio universale, Dialogo a cinque voci e cinque strumenti (« Dialogue à 5 voix et 5 instruments,  », 1682), Oratorio, retrouvé en Sicile et réédité en 2002 par le musicologue italien Nicolò Maccavino. Donné au festival d'Ambronay en automne 2010 sous la direction de Leonardo García-Alarcón [2],[3]. Disponible en 1 CD Ambronay Editions AMY 026.
- Il Nabucco (dialogue, 1683) [4]. Disponible en 1 CD Ambronay Editions.
- Il trionfo dell'anima (dialogue imprimé à Palerme, mais donné à Messine, 1685)
- Il Sole fermato da Giosuè (« Le Soleil arrêté par Josué », dialogue, 1692)

## Discographie
- Il diluvio universale, Chœur de chambre de Namur & Cappella Mediterranea, direction Leonardo García Alarcón, Ambronay, 2011
- Il Nabucco, Chœur de chambre de Namur & Cappella Mediterranea, direction Leonardo García Alarcon, Ambronay, 2013